# 乔治·约翰·米切尔
小乔治·约翰·米切尔，GBE（1933年8月20日—），美国律师、商人、政治人物。他是民主党党员，曾于1980年至1995年间出任缅因州联邦参议员。期间，他于1989年至1995年间担任参议院多数党领袖。
在卸任参议员后，米切尔在北爱尔兰及中东和平问题的谈判中发挥了重要的作用。他于1995年至2001年间經比尔·克林顿总统任命为美国北爱尔兰特使，2009年至2011年间又經贝拉克·奥巴马总统任命为美国中东和平特使。在北爱尔兰问题中，他是1996年米切尔原则与1998年贝尔法斯特协议的主要参与者。此外，他还是2001年、2007年两份“米切尔报告”的主要调查者，前者有关阿以冲突，后者则是关于棒球运动中的兴奋剂问题。
2004年3月至2007年1月间，米切尔曾任华特迪士尼公司董事会主席。此后，又出任DLA Piper律师事务所主席。而在1999年至2009年间，米切尔还担任过北爱尔兰的贝尔法斯特女王大学校长。目前，他是两党政策中心房屋委员会（Housing Commission）共同主席。